# 準州
準州（准州､じゅんしゅう、英: territory など）は、州による連邦国家において州に準ずる構成主体ないし本土未編入の自治領的な部分である。州より自治権が弱いためにこう呼ばれるが、「領土」（属領、自治領などの意）を意味する英語を日本語的に意訳・解釈したものであり、その定義は各国においてまちまちである。アメリカ合衆国、カナダ、オーストラリアなどに見られる。

## アメリカ合衆国の準州
アメリカ合衆国を構成する構成国は、州 (state 直訳：「国」) のみである。州と、合衆国の首都地域であるコロンビア特別区以外の領土は、territory （直訳：「領土」）となる。ただし、この territory を常に準州と訳すと問題がある。準州と訳せない場合は、領域、領土、領などと訳すこともある。

### 現在

アメリカ合衆国領土の法的地位の違い。
合衆国本国
コモンウェルス
その他の自治的未編入領域
非自治的未編入領域
非自治的編入領域

現在の territory は全て海外領土である。そのうち合衆国領有小離島に分類される territory は、無人島か、軍人・連邦職員等のみが駐留する小島であり、準州と呼ぶことはまずない。それ以外に、数万 - 数百万人の民間人が居住する5つの territory があり、準州と呼ばれることがある。
| 準州                     | 地位               | 人口（2003年） | 面積  | ISO | ドメイン |
| ------------------------ | ------------------ | -------------- | ----- | --- | -------- |
| プエルトリコ             | コモンウェルス     | 3,957,988      | 9,104 | PRI | .pr      |
| グアム                   | 自治的未編入領域   | 163,941        | 549   | GUM | .gu      |
| アメリカ領ヴァージン諸島 | 自治的未編入領域   | 124,778        | 355   | VIR | .vi      |
| 北マリアナ諸島           | コモンウェルス     | 80,006         | 477   | MNP | .mp      |
| アメリカ領サモア         | 非自治的未編入領域 | 70,260         | 199   | ASM | .as      |

これらの準州に対し、人口最少の州はワイオミング州で49万3782人、面積最小の州はロードアイランド州で4002km2である。またこれらの準州はいずれも、アメリカ合衆国とは異なる独自のISO国名コードと国別ドメインを持っている。なお合衆国領有小離島は共通のコード (UMI) とドメイン (.um) を持っている。
ただしこれらの法的地位には差があり、呼ばれ方には多少の違いがある。
米領サモア以外の4つの territory は、合衆国議会により当該地域の自治法 (Organic Act) が制定され自治をしている自治的領域 (organized territory) である。これに対し合衆国領有小離島の territory は全て、自治法の制定されていない非自治的領域 (unorganized territory) である。米領サモアは特殊なケースで、事実上自治をしているものの、自治法に基づくものではなく、法的には非自治的領域である。これを理由に、米領サモアを準州から外すことがある。
自治的領域のうちプエルトリコと北マリアナ諸島は、コモンウェルス (commonwealth) でもあり、通常はこちらで呼ばれる。したがって、「2つのコモンウェルスと2（あるいは3）つの準州」のような数え方をすることもある。最も頻繁に準州と呼ばれるのは、コモンウェルスでない自治的領域の、グアムと米領ヴァージン諸島の2領域である。
territory には、自治/非自治とは別個に、編入/未編入の区別がある。5つの（広義の）準州を含め、現在の territory のほとんどは、アメリカ合衆国憲法が完全には適用されない未編入領域 (unincorporated territory) である。それに対し、合衆国憲法が完全に適用される territory が編入領域 (incorporated territory) であり、現在はパルミラ環礁（非自治的編入領域）のみである。

### 過去

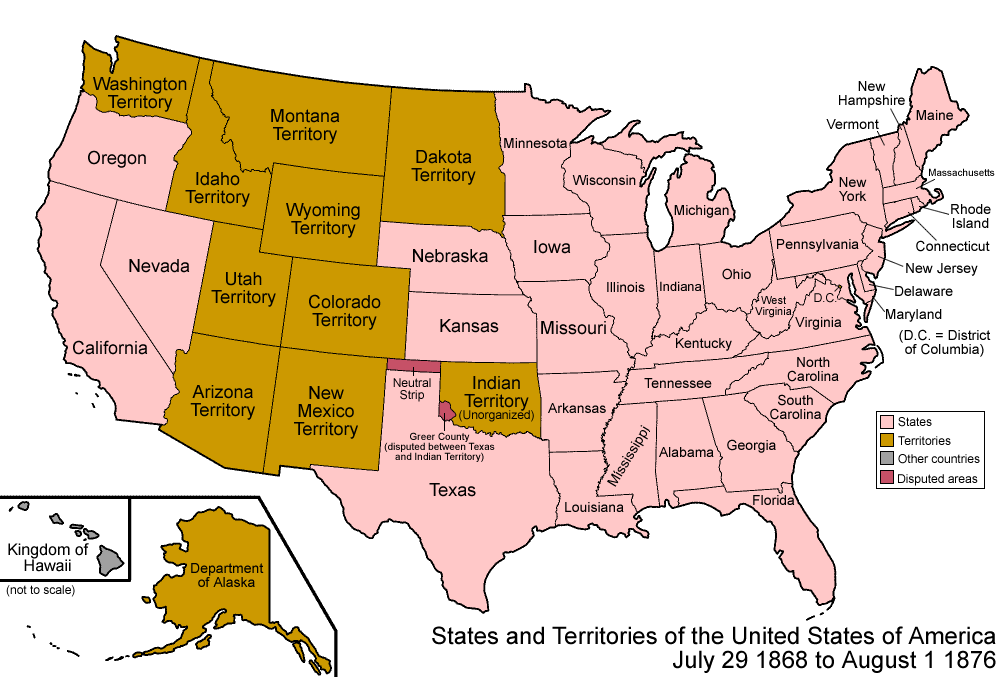
1868年のアメリカ。茶色が準州。

現在50州がある土地には、かつては多数の territory があった。これらは全て、今でいう編入領域で、自治的領域（自治的編入領域）と非自治的領域（非自治的編入領域）があった。これらは全て準州と呼ぶことができるが、自治的領域のみを準州と呼ぶ場合もある。
1787年の北西部土地条例で、合衆国が新たに獲得した領土が州になるまでの手続きが定められた。領土はまず非自治的領域となる。成年男子の人口が5000人を越えた地域が、自治法の適用を受け自治的領域（狭義の準州）となる。自治的領域の総人口が6万人を超え、連邦議会の承認を受けると、州になる。
非自治的領域から自治的領域への移行は、非自治的領域がそのまま自治権を獲得して自治的領域になったのではなく、広いものは一部が新しい自治的領域として独立したり、狭いものは別の自治領域や州の土地になったりなどした。たとえば、大陸部で最後の非自治領域だったインディアン準州は、すでに自治的領域だったオクラホマ準州に占拠されて消滅した。
ほとんどの自治的領域はそのまま州になったが、少数の例外がある。ダコタ準州はノースダコタ州とサウスダコタ州になった。オクラホマ準州は（すでに述べたとおり）非自治的領域のインディアン準州と共にオクラホマ州になった。しかしそうしたケースも含め、50州のうち31州は準州から生まれた。ただし、建国13州、独立国が合衆国に加盟し州になったバーモント州・テキサス州・カリフォルニア州、他の州から分離してできたケンタッキー州・メイン州・ウェストヴァージニア州の計19州は、準州を経ずに州となっている。
これらの準州は全て編入領域で、いずれは州になると想定されていた。それに対し、1898年に米西戦争で獲得したプエルトリコ、グアム、フィリピンは、最初の未編入領域となった。これ以後の獲得領土は、1898年に編入領域として併合したハワイ準州（Territory of Hawaii）を除き、未編入領域である。未編入領域が編入領域に、あるいは州になったケースはない。
編入領域が州になっていけばそのうち編入領域はなくなるはずだが、1959年12月、最後の編入領域（自治的編入領域）だったハワイ準州が50番目の州となったとき、ハワイ準州だったパルミラ環礁が、編入領域の地位は保ったまま非自治的編入領域として分離した。パルミラ環礁は州になる見込みがないため、現在にまで残る唯一の編入領域となった。

### 準州と州
準州は連邦の構成国ではないため、州に比べ以下のような制限がある。
1. 連邦議会に議員を送れない。連邦議会は上院・下院とも各州の代表たる議員からなるが、準州は下院にオブザーバー（本会議投票権のない代表）1人だけを送れる。
2. 住民に大統領選挙の投票権がない。
3. 元来は、知事が公選ではなく、連邦政府による任命だった。しかし現在の5つの（広義の）準州はいずれも、1940年代から1980年代に個別に公選になったので、この差異は今はない。

これまで州になった準州が全て編入領域であるのに対し、現在の準州は未編入領域であり、そのままでは州になることはできない。州になるにはまず（あるいは同時に）編入、つまり、合衆国憲法の完全な適用を受ける必要がある。逆に言えば、未編入ということは、州にする予定はないということでもある。しかしそれでも、プエルトリコには州昇格に関する議論があり、住民投票もなされた。
ワシントンD.C.（コロンビア特別区）は、アメリカ合衆国で類例のない地方区分であり、州でも準州でもない。ただし、1871年までの正式名称は Territory of Columbia で、希にコロンビア準州と訳すことがある。州ではないため、準州と一部共通した制限がある。州への昇格運動もあるが、州になるための法的要件は準州とは異なる。

## カナダの準州

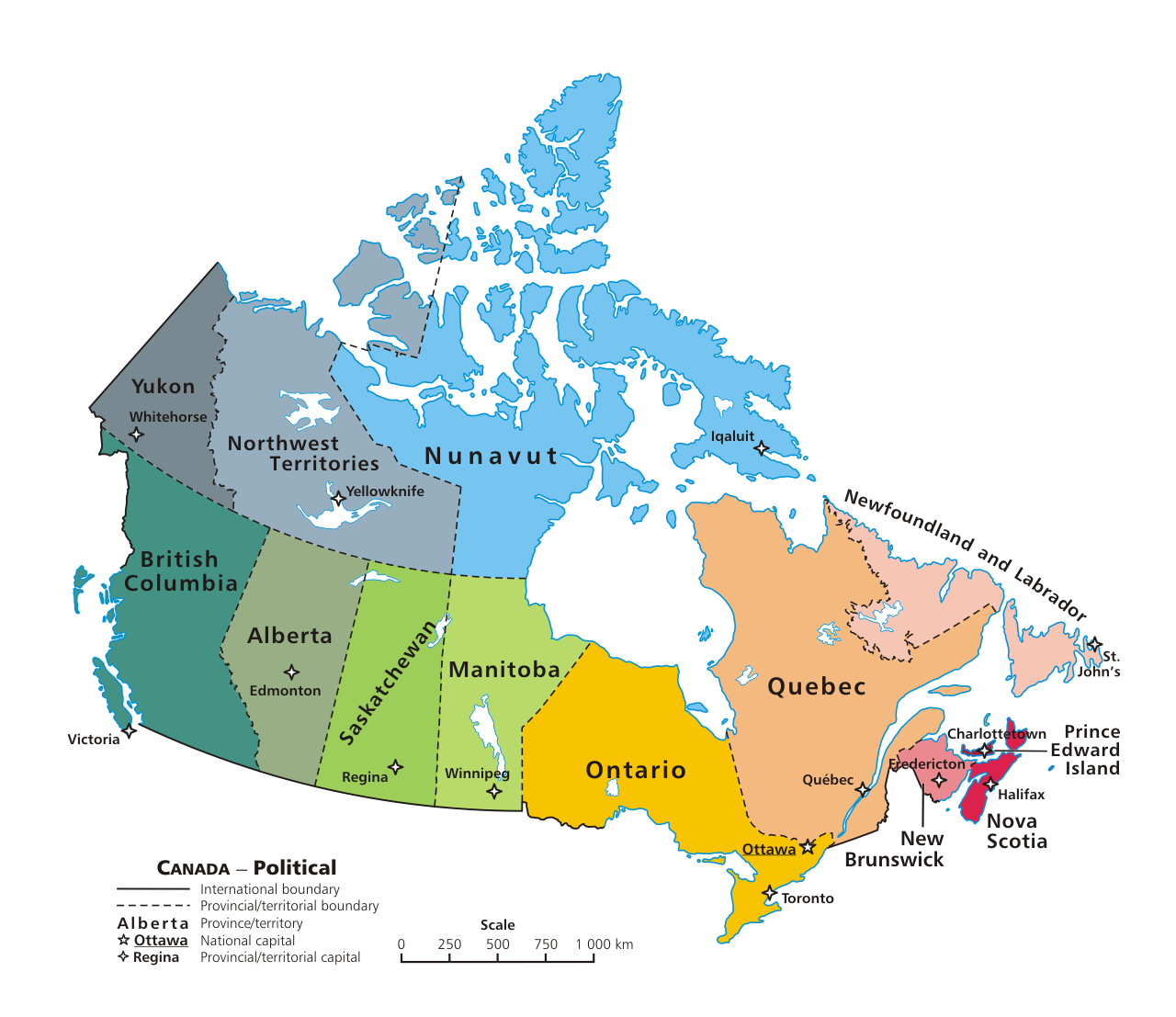
カナダ。北部の3地域が準州。

カナダは、10の州 (province 直訳：「州」) と、ノースウエスト準州、ユーコン準州、ヌナブト準州の3準州 (territory 直訳：「領土」) で構成される。
カナダの州と準州は歴史的に起源が異なり、準州が州に昇格するわけではない。州は自治権を持つのに対し、準州では連邦が立法・行政権を持ち、自治は限定的である。準州は人口が希薄で、歳入の多くを連邦からの補助金に頼っている。ヌナブト準州はイヌイットの「少数民族自治」とされている。

## オーストラリアの準州

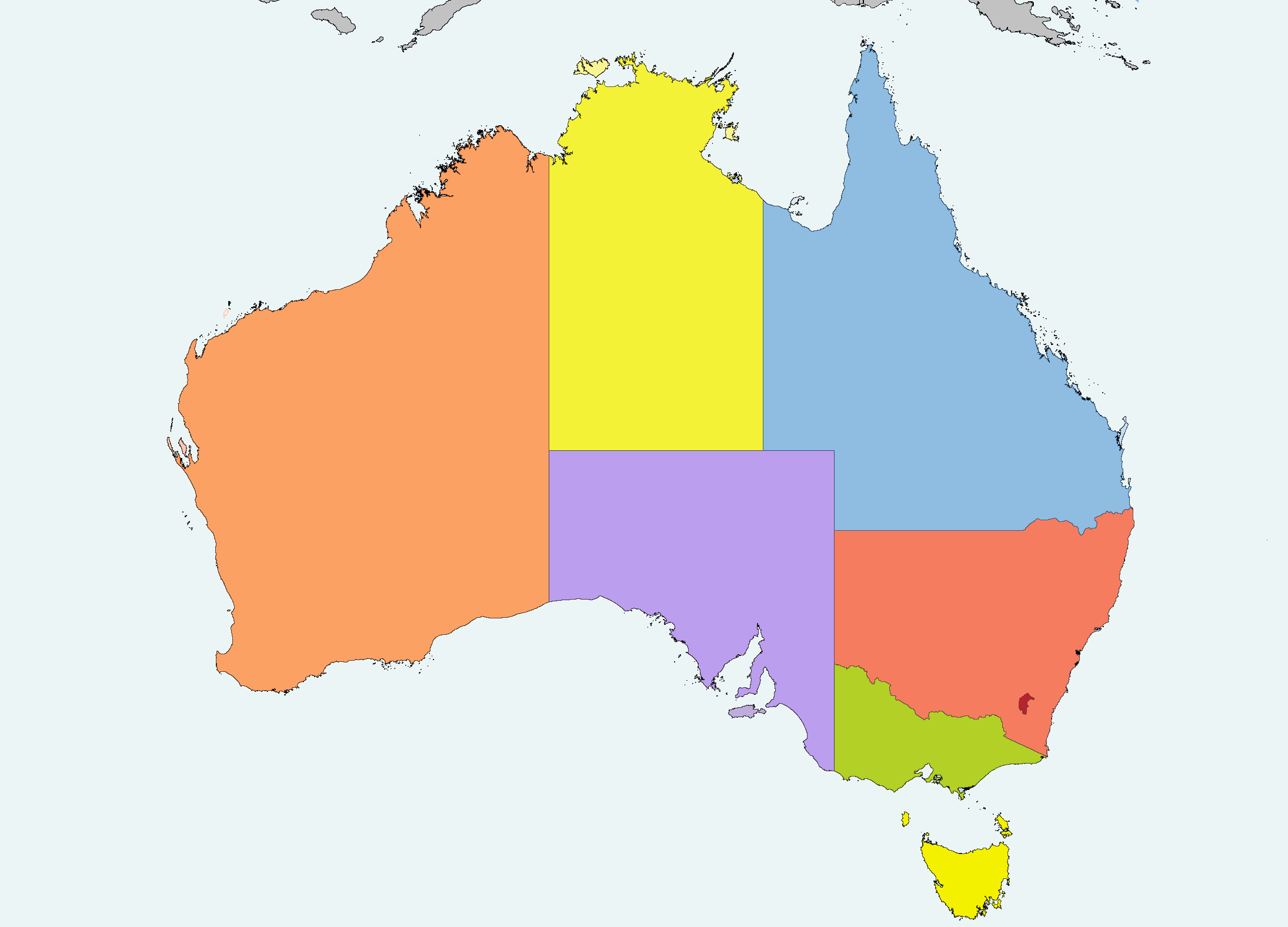
オーストラリア。北側の黄色が唯一の準州である北部準州。

オーストラリアは、6州 (state 直訳：「国」)・1準州 (territory 直訳：「領土」) ・1首都特別地域（キャンベラ等）からなる。首都特別地域を準州に含め、6州・2準州とすることもある。
北部準州は、オーストラリア唯一の準州で、単にTerritory（大文字始まり）とも呼ばれる。陸地面積134万9129 km2に対して人口は23万3300人（2012年）と希薄であり、人口密度も0.17/km2と極めて低い。
かつては、西オーストラリア準州（西オーストラリア州に昇格）、パプア準州（現在はパプアニューギニア領）が存在した。

## ブラジルの準州
ブラジルは、22州・4準州・1連邦地区（ブラジリア等）からなる。これらを区別せず26州1連邦地区、もしくは27州と言うこともある。

## スイスの準州
スイス連邦は、26の州 (de: Kanton, fr: canton, it: cantone) で構成されるが、うち6州は、歴史的にハーフカントン (de: Halbkanton, fr: demi-canton, it: semicantone) と呼ばれ、2つで1カントンと扱われていた。カントンを州と呼ぶ場合、ハーフカントンを準州と呼ぶことがある。